# Cubaris hirsutus
Cubaris hirsutus är en kräftdjursart som beskrevs av Lewis 1998. Cubaris hirsutus ingår i släktet Cubaris och familjen Armadillidae. Inga underarter finns listade i Catalogue of Life.